# Akceleracionismus
Akceleracionismus je spektrum myšlenek v levicových a pravicových ideologiích, které volají po drastickém zintenzivnění kapitalistického růstu, technologickém pokroku, uvolnění společenské struktury a dalších procesech sociálních změn s cílem destabilizovat stávající systémy a vytvořit radikální společenské transformace, jinak označované jako „akcelerace“ (zrychlení). Akceleracionismus se dělí na mnohé vzájemně se popírající levicové a pravicové varianty, z nichž obě podporují nekonečnou intenzifikaci kapitalismu, jakož i dosažení okamžiku technologické singularity, tj. hypotetického okamžiku, kdy se technologický růst stane nekontrolovatelným a nezvratným.
Pojem akceleracionismus byl v tomto kontextu zaveden Benjaminem Noysem až v roce 2010; avšak myšlenky, které se později začaly označovat jako akceleracionismus, se začaly rozvíjet již počátkem devadesátých let. Za duchovního otce akceleracionismu se považuje britský filosof Nick Land, který původně zastával akceleracionismus z levicové pozice (zintenzivnění kapitalismu za účelem jeho eventuálního překonání a nastolení beztřídní společnosti), později však přešel na pravicovou pozici, z níž hájil kapitalismus pro kapitalismus samotný, ztotožňuje ho se samotným principem spontánní inteligentní sebeorganizace, dokonce i s umělou inteligencí.
Kromě těchto významů se pojem akceleracionismus používá i v spojitosti s pravicovým extrémismem, kde označuje snahu zintenzivnit mezietnické konflikty v moderní a zejména globalizované společnosti. Tento druh akceleracionismu však nemá s původními teoriemi z devadesátých let vyjma názvu nic společného.